# Stazione di Umeda
La stazione di Umeda (梅田駅?, Umeda-eki) è una delle principali stazioni di Ōsaka, e si trova nella zona di Umeda, a Kita-ku, contigua e collegata alla stazione di Ōsaka delle linee JR. La stazione di Umeda è utilizzata da diversi operatori di ferrovie private:
- Ferrovie Hankyū
- Ferrovie Hanshin
- Metropolitana di Osaka
- JR Freightco

Si tratta della stazione più utilizzata nel Giappone occidentale, con oltre 2.343.727 passeggeri al giorno (dato del 2005). Sotto l'area della stazione un'intricata rete di corridoi e centri commerciali collegano fra di loro le stazioni dei vari operatori, e in particolare le stazioni di Higashi-Umeda, Kita-Shinchi e Nishi-Umeda.

## Stazione della metropolitana
A Umeda si incontrano tre linee della metropolitana: la linea Midōsuji, la linea Tanimachi e la linea Yotsubashi. Fra di esse solo linea Midōsuji passa propriamente per Umeda, stazione indicata con la sigla M16. La linea Tanimachi passa per Higashi-Umeda (che significa "Umeda Est") e la linea Yotsubashi passa per Nishi-Umeda ("Umeda Ovest"). Le tre stazioni sono collegate da corridoi sotterranei.
I biglietti della metropolitana, le carte Surutto Kansai e i biglietti elettronici sono validi fino all'uscita dai tornelli della stazione. Tuttavia, il trasferimento a una delle altre due linee, se fatto entro 30 minuti dall'uscita dai tornelli, è gratuito, e non richiede costi aggiuntivi, ad eccezione di quelli del chilometraggio.
La stazione di Umeda iniziò il servizio il 20 maggio 1933 come stazione temporanea. Venne spostata alla posizione attuale il 6 ottobre 1935. La prima stazione aveva una piattaforma a isola con due binari, ma il 5 novembre 1989 venne espansa verso un tunnel laterale preesistente (costruito per la linea Tanimachi prima che si cambiasse il progetto). I due tunnel sono separati da un muro con alcuni passaggi.
| 1 | Linea Midōsuji | per Namba, Tennōji e Nakamozu |
| 2 | Linea Midōsuji | per Shin-Ōsaka e Senri-Chūō   |

### Galleria d'immagini

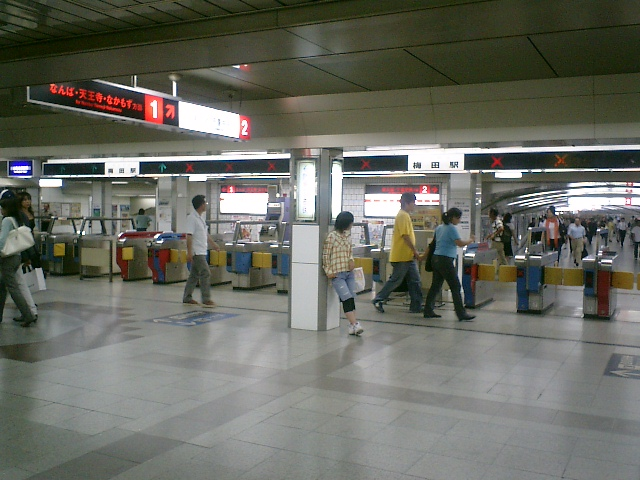
Vista dell'area tornelli
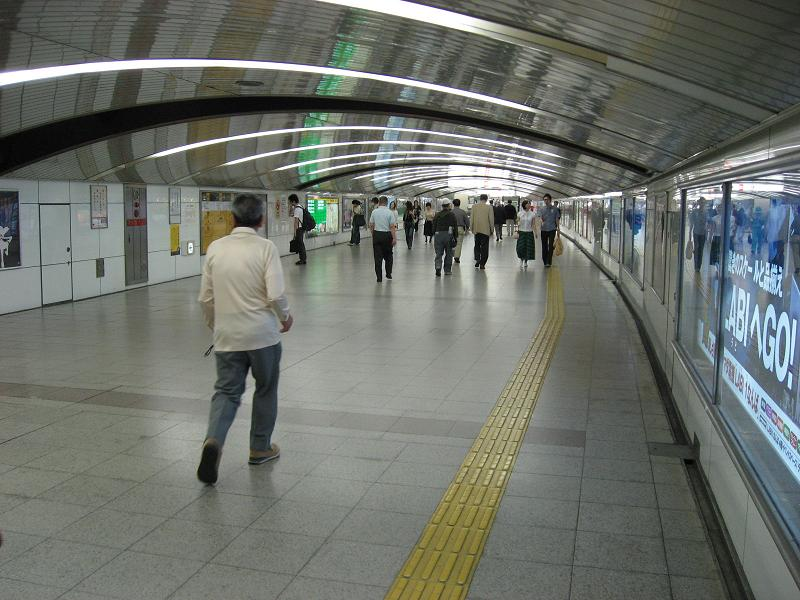
Mezzanino
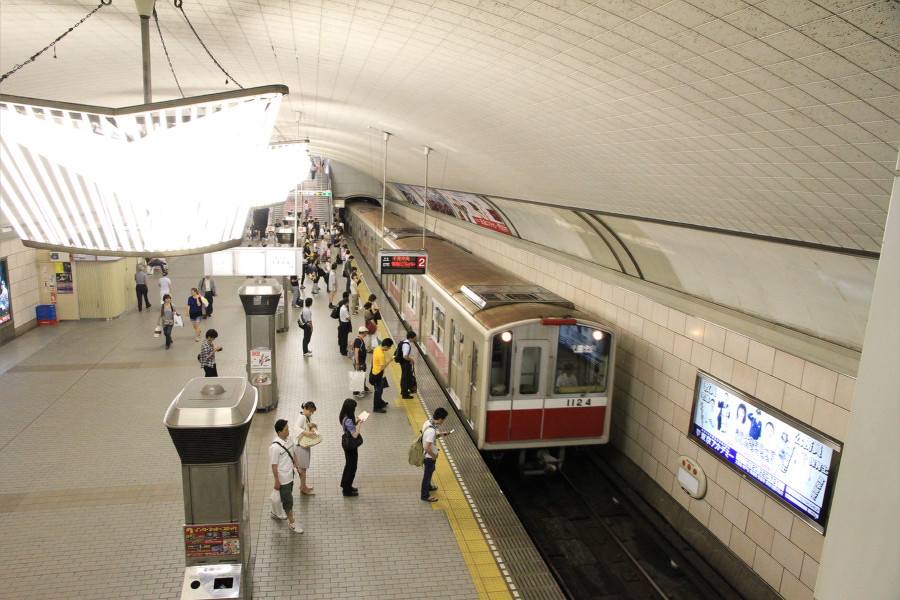
Piano banchine

## Stazione delle Ferrovie Hanshin
Il terminale sotterraneo delle Ferrovie Hanshin (ufficialmente stazione di Umeda, ma comunemente chiamato stazione di Hanshin Umeda) si trova a sud della stazione di Ōsaka, vicino ai Grandi magazzini Hanshin. La stazione aprì inizialmente nel 1906, mentre l'edificio attuale è del 1939.

### Struttura
Nel secondo piano sotterraneo si trovano 5 piattaforme con quattro binari. Al secondo piano sotterraneo si trovano anche i tornelli orientali, mentre quelli occidentali sono al piano di sopra.
Linea principale per Amagasaki, Kōshien, Kōbe, Akashi e Himeji.
| 1 | (Non usato durante l'ora di punta) ■ Treni espressi limitati (per Kobe e Himeji)           |
| 2 | ■ Treni espressi limitati (per Kobe e Himeji)                                              |
| 3 | ■ Treni espressi ed espressi mattutini, oltre a un espresso limitato per Himeji delle 6:00 |
| 4 | ■ Treni locali                                                                             |

### Galleria d'immagini

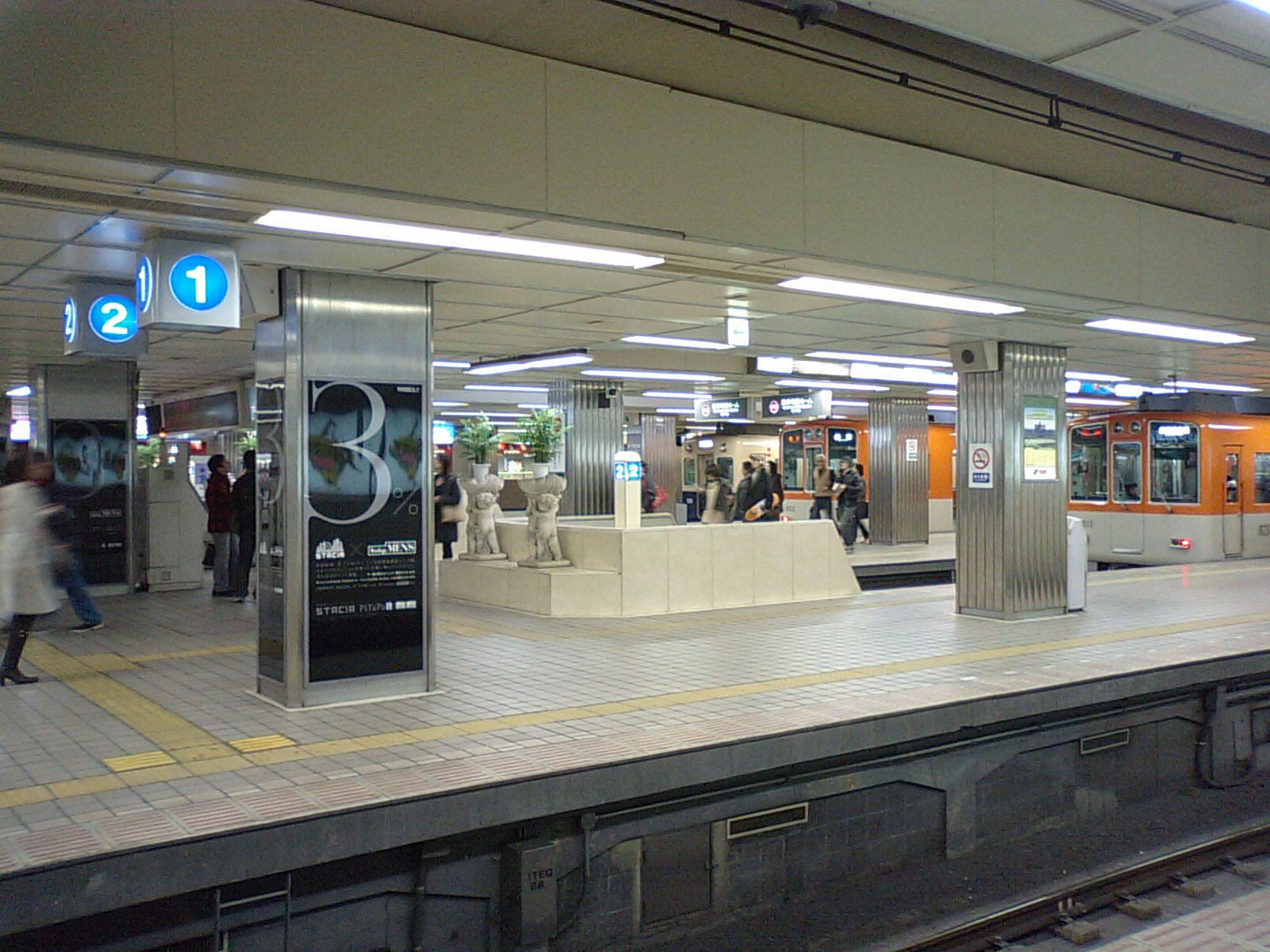
Vista del binario 1
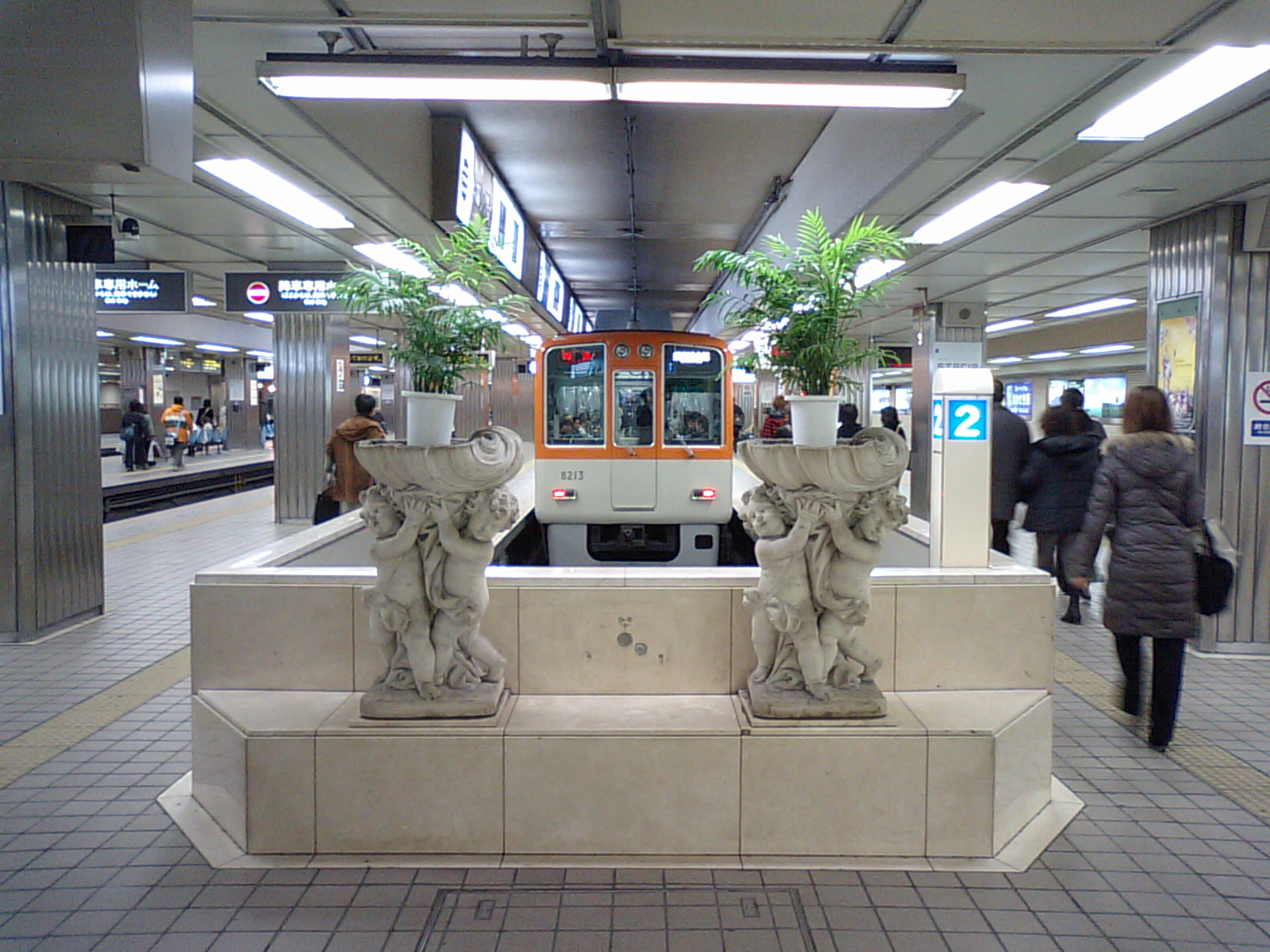
Vista del binario 2
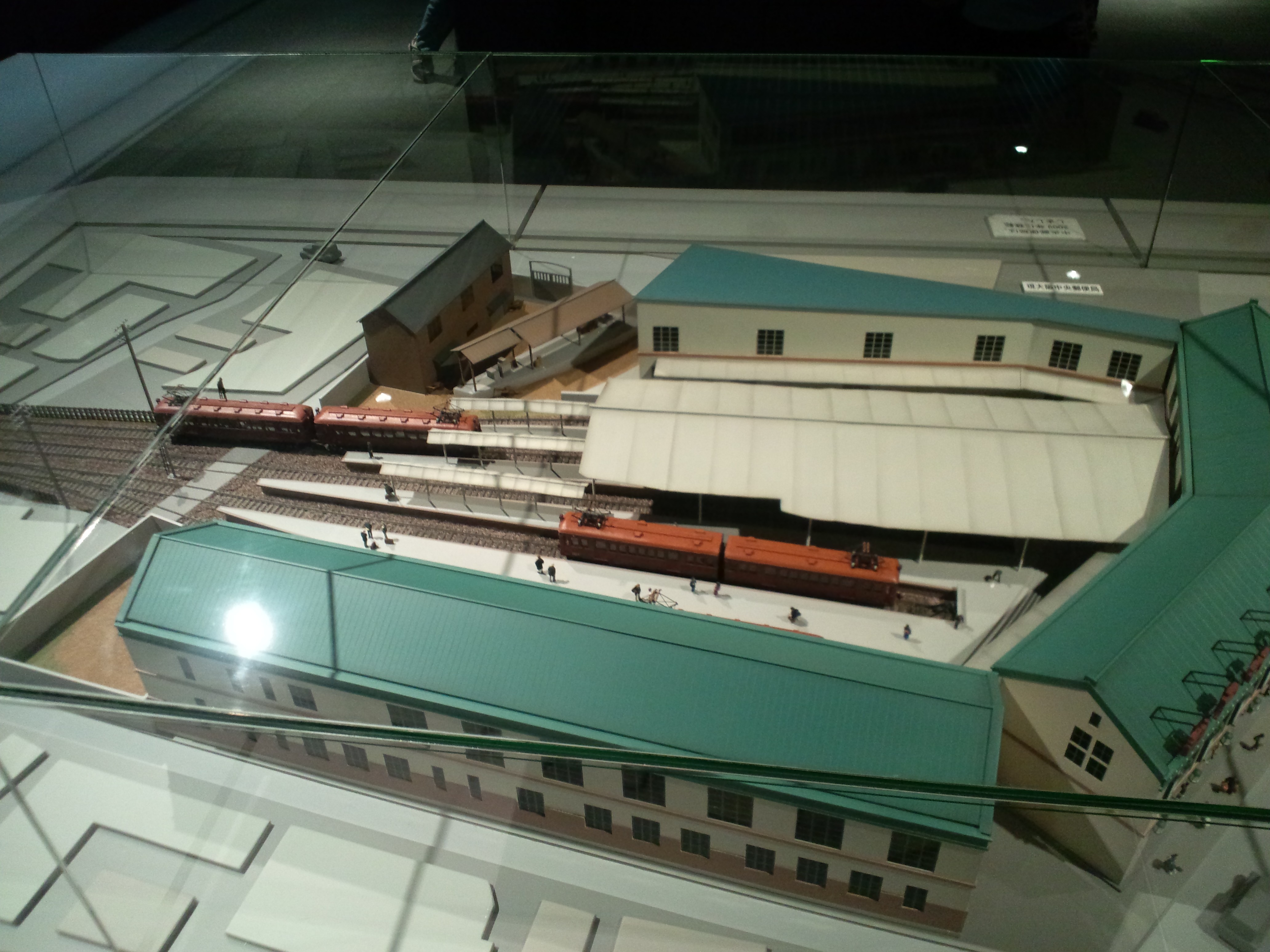
Modello della vecchia stazione conservato al museo di storia di Osaka

## Stazione delle Ferrovie Hankyū
Il terminal di Umeda delle Ferrovie Hankyū si trova a nordest rispetto alla stazione di Ōsaka della JR, alla quale è collegato tramite una passerella pedonale e un corridoio sotterraneo.

### Storia
La stazione venne inaugurata il 10 marzo 1910 al livello del terreno. La posizione iniziale era a sudest della stazione di Osaka, e la allora tranvia Minoo-Arima passava sulla linea JR con un sovrappassaggio. Il 5 luglio 1926 venne inaugurata una nuova stazione elevata.
Quando la stazione di Ōsaka venne sopraelevata nel 1934, la stazione delle ferrovie Hankyū fu costretta a spostarsi ancora una volta e la nuova stazione venne costruita sul livello del terreno e utilizzata fino al 28 novembre 1971. In questo anno fu inaugurata la stazione definitiva, utilizzata tuttora, con i binari sopraelevati. Questa fu realizzata a causa dei problemi di capacità del precedente fabbricato, che permetteva di utilizzare al massimo treni ad 8 carrozze. Ciò nonostante, la presenza dei binari JR a nord, ha impedito l'espansione della stazione.
Dopo l'apertura della nuova stazione è iniziata una profonda fase di rinnovamento dell'area circostante. Uno dei simboli di questo è il maxischermo BIG MAN posizionato sopra la libreria Kinokuniya, diventato uno dei principali punti di riferimento e di ritrovo della zona di Umeda. A fianco della stazione nel 1929 erano inoltre stati realizzati i grandi magazzini Hankyu, opera pioniere dei grandi magazzini realizzati dalle società ferroviarie giapponesi. L'edificio è stato ricostruito dal 2007 al 2009.
Nell'estate del 2012 sono iniziati i lavori di restyling della stazione ferroviaria.

### Struttura
La stazione Hankyū è la più grande stazione di testa del Giappone, con 10 marciapiedi serventi 9 binari tronchi. La linea per Kyoto occupa i binari 1-2-3, la linea per Takarazuka 4-5-6 e quella per Kobe gli ultimi binari, dal 7 al 9.
I binari si trovano sopraelevati al terzo piano all'interno dello Hankyu Terminal Building. I tornelli, prodotti dalla Toshiba, sono presenti sia poco dopo il termine dei binari che in due punti al secondo piano sottostante i binari, dove è presente un ulteriore mezzanino collegato coi binari da scale mobili e fisse.
| Binario | Linea              | Tipologia                                                                                          | Destinazioni                                                                                      |
| ------- | ------------------ | -------------------------------------------------------------------------------------------------- | ------------------------------------------------------------------------------------------------- |
| 1       | ■ Linea Kyoto      | ■ Espr. limitato - ■ Locale                                                                        | per Kyoto (Kawaramachi), Karasuma, Katsura, Kita-Senri, Awaji, Jūsō e Arashiyama                  |
|         | Linea Kyoto        | solo discesa per binario 1                                                                         | solo discesa per binario 1                                                                        |
|         | Linea Kyoto        | solo discesa per binario 2                                                                         | solo discesa per binario 2                                                                        |
| 2       | ■ Linea Kyoto      | ■ E. lim. pendolari - ■ Esp. rapido ■ Semiespresso (in parte)・■ Locale                            | per Kyoto (Kawaramachi), Karasuma, Katsura, Kita-Senri, Awaji, Jūsō e Arashiyama                  |
| 3       | ■ Linea Kyoto      | ■Esp. lim. rapido ■Rapido - ■ Semiespresso -■ Locale                                               | per Kyoto (Kawaramachi), Karasuma, Katsura, Kita-Senri, Awaji, Jūsō e Arashiyama                  |
|         | Linea Kyoto        | solo discesa per binario 3                                                                         | solo discesa per binario 3                                                                        |
|         | Linea Takarazuka   | solo discesa per binario 4                                                                         | solo discesa per binario 4                                                                        |
| 4       | ■ Linea Takarazuka | ■ Espresso - ■ Semiesp. pend. ■ Locale (in parte)                                                  | per Takarazuka, Hibarigaoka-Hanayashiki, Kawanishi-Noseguchi, Ishibashi, Jūsō, Minō e Nissei-Chūō |
| 5       | ■ Linea Takarazuka | ■ Esp. pend. ■ Espresso (in parte) - ■ Locale                                                      | per Takarazuka, Hibarigaoka-Hanayashiki, Kawanishi-Noseguchi, Ishibashi, Jūsō, Minō e Nissei-Chūō |
|         | Linea Takarazuka   | solo discesa per binario 5                                                                         | solo discesa per binario 5                                                                        |
|         | Linea Takarazuka   | solo discesa per binario 6                                                                         | solo discesa per binario 6                                                                        |
| 6       | ■ Linea Takarazuka | ■ E. lim Nissei Express ■ Semiesp. pend. ■ Locale (inclusi per Minoo)                              | per Takarazuka, Hibarigaoka-Hanayashiki, Kawanishi-Noseguchi, Ishibashi, Jūsō, Minō e Nissei-Chūō |
| 7       | ■ Linea Kobe       | ■ Locale                                                                                           | per Kobe (Sannomiya), Nishinomiya-Kitaguchi, Jūsō, Shinkaichi, Kōsoku-Kōbe e linea Sanyō          |
|         | Linea Kobe         | solo discesa per binario 7                                                                         | solo discesa per binario 7                                                                        |
|         | Linea Kobe         | solo discesa per binario 8                                                                         | solo discesa per binario 8                                                                        |
| 8       | ■Linea Kobe        | ■ Esp. limitato (solo pomeriggio) ■ Espresso (solo feriali) ■ Esp. pend. ■ Locale (mattina e sera) | per Kobe (Sannomiya), Nishinomiya-Kitaguchi, Jūsō, Shinkaichi, Kōsoku-Kōbe e linea Sanyō          |
| 9       | ■Linea Kobe        | ■ Espr. limitato - ■ Esp. lim pend. ■ Esp. rapido・■ Espresso ■ Locale (mattina e sera)            | per Kobe (Sannomiya), Nishinomiya-Kitaguchi, Jūsō, Shinkaichi, Kōsoku-Kōbe e linea Sanyō          |
|         | Linea Kobe         | solo discesa per binario 9                                                                         | solo discesa per binario 9                                                                        |

### Galleria d'immagini

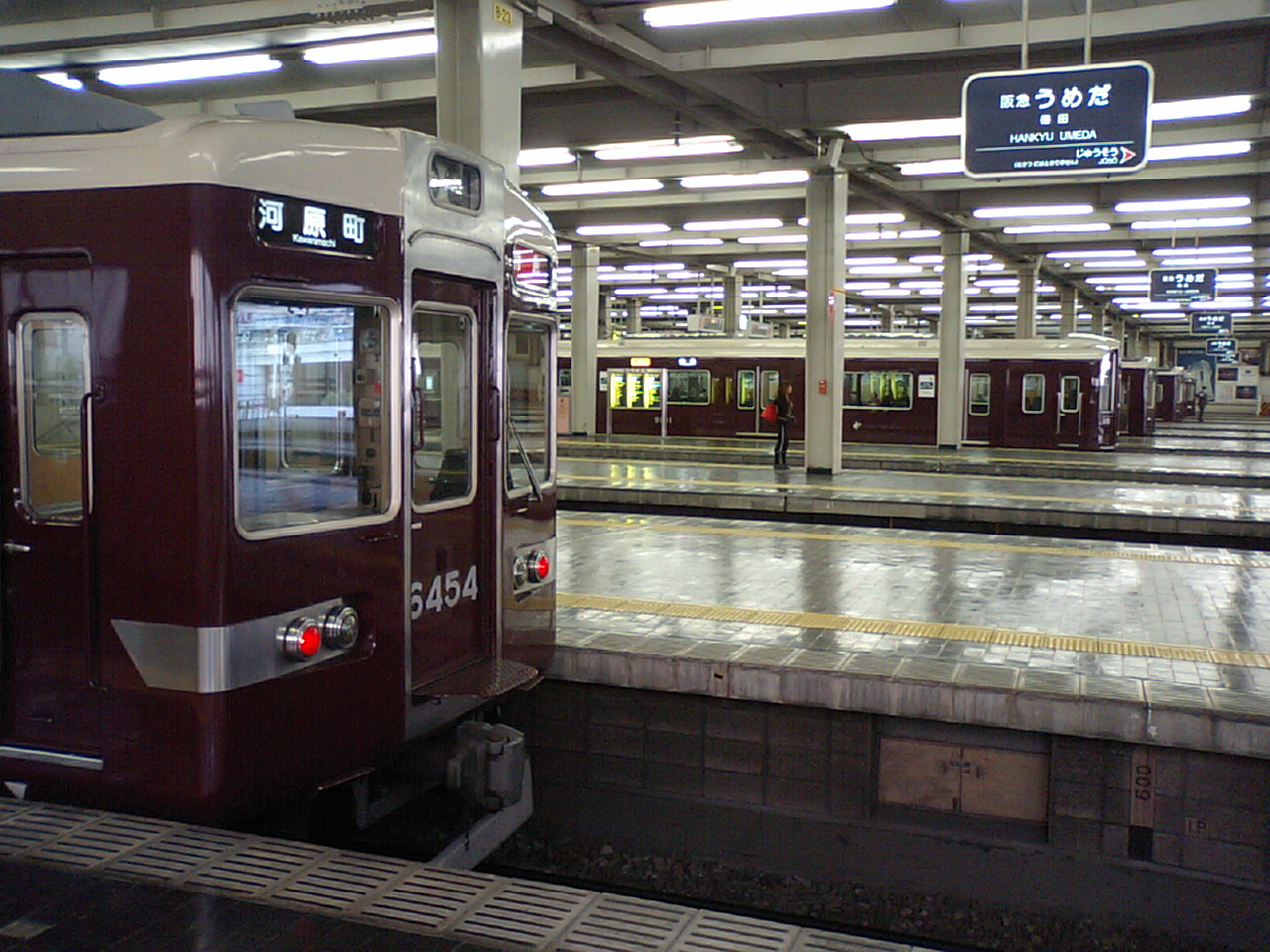
Vista del piano binari dal marciapiede 1. Dopo le stazioni JR si tratta della stazione giapponese col maggior numero di binari
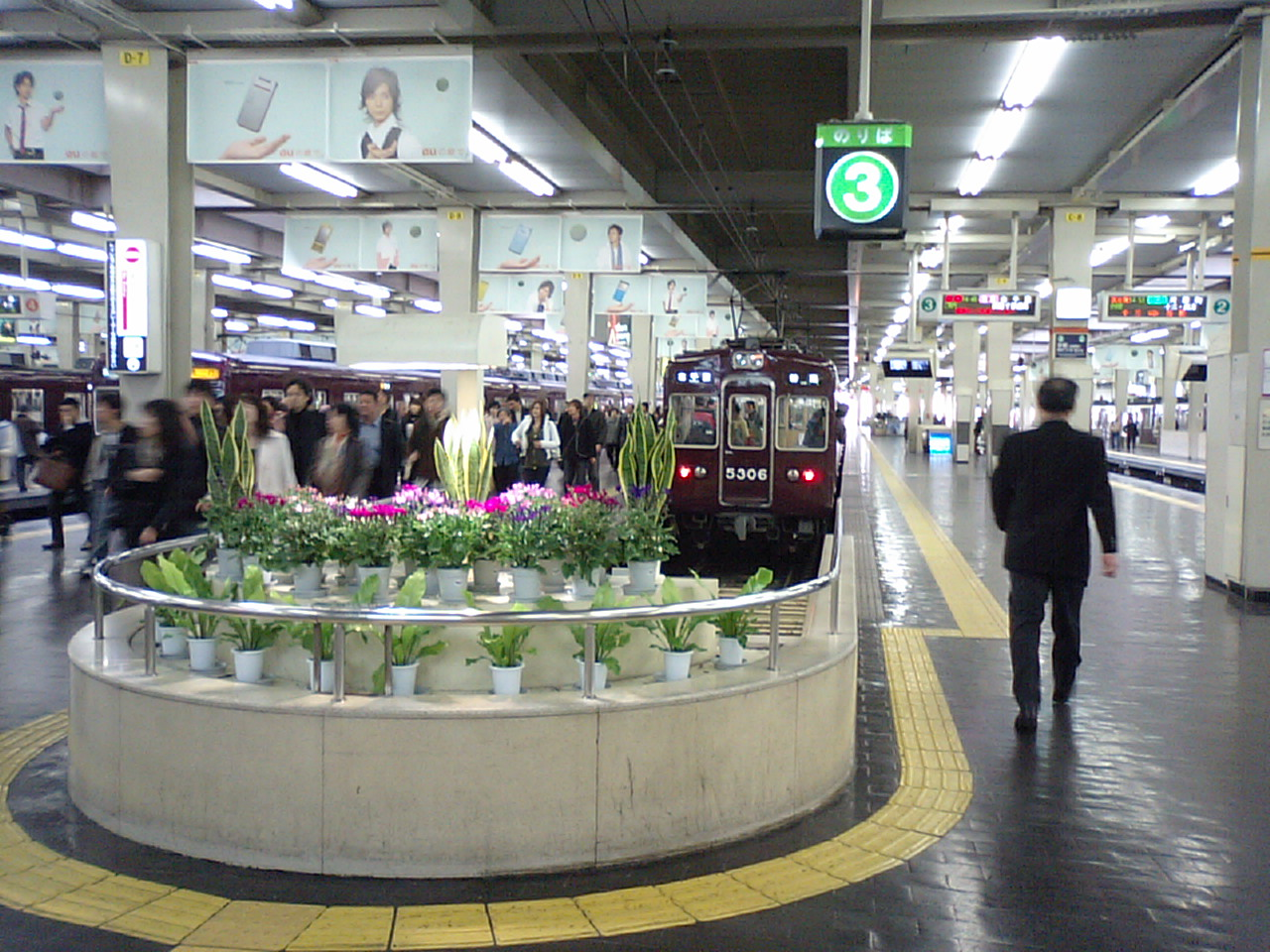
Binario 3 con marciapiedi su entrambi i lati (per la salita e la discesa)
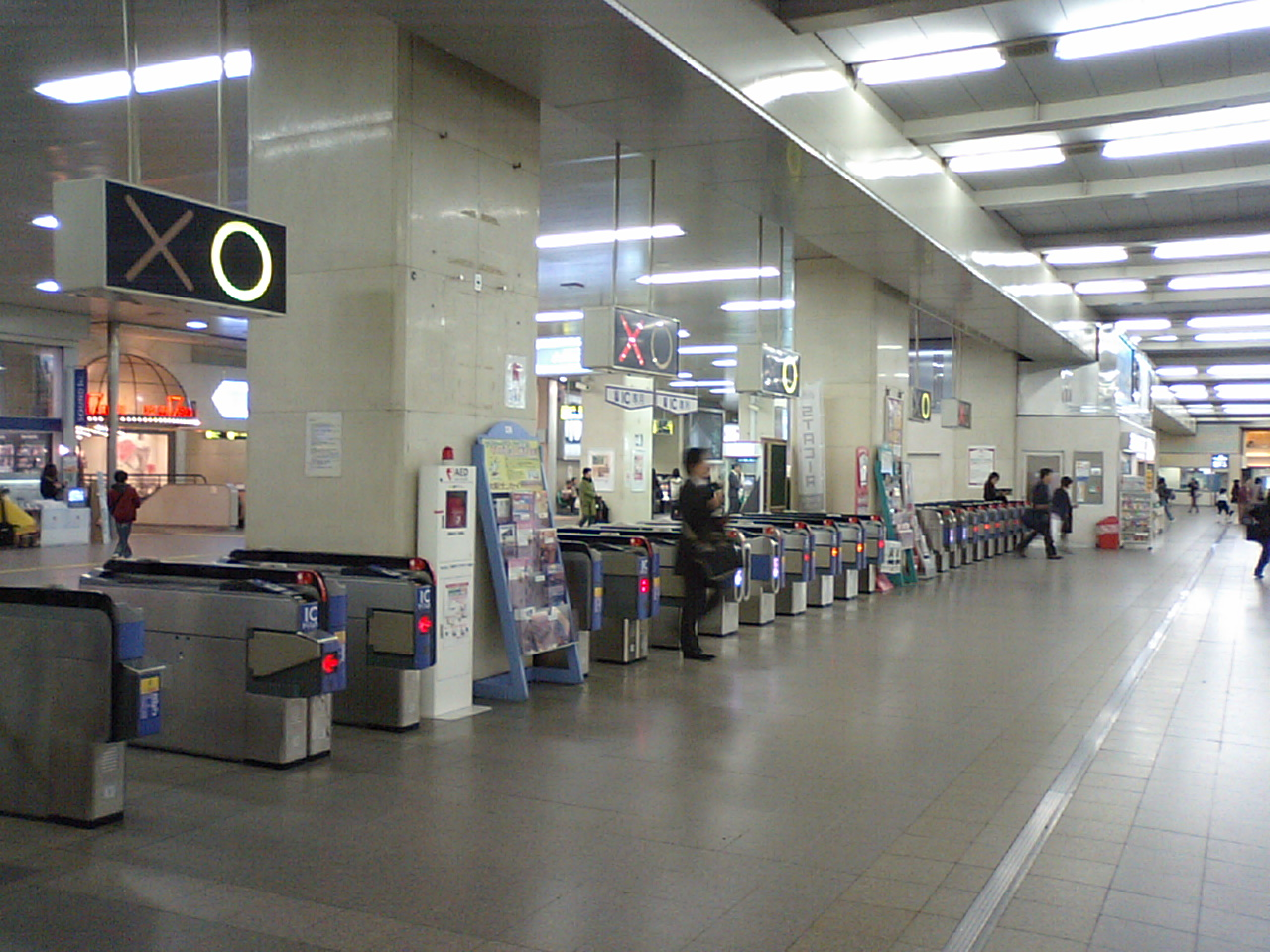
Area tornelli del terzo piano
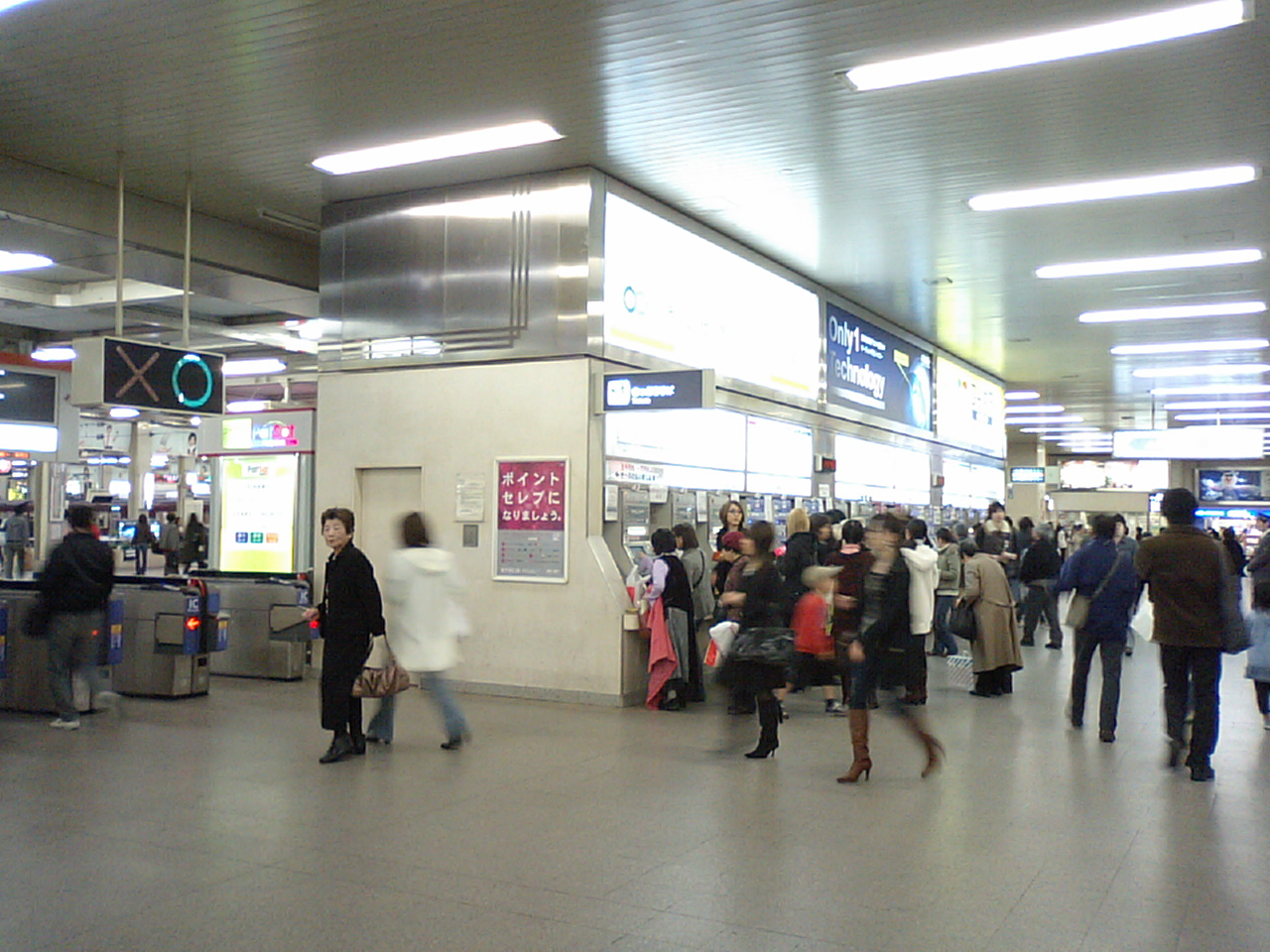
Vista della biglietteria automatica del terzo piano
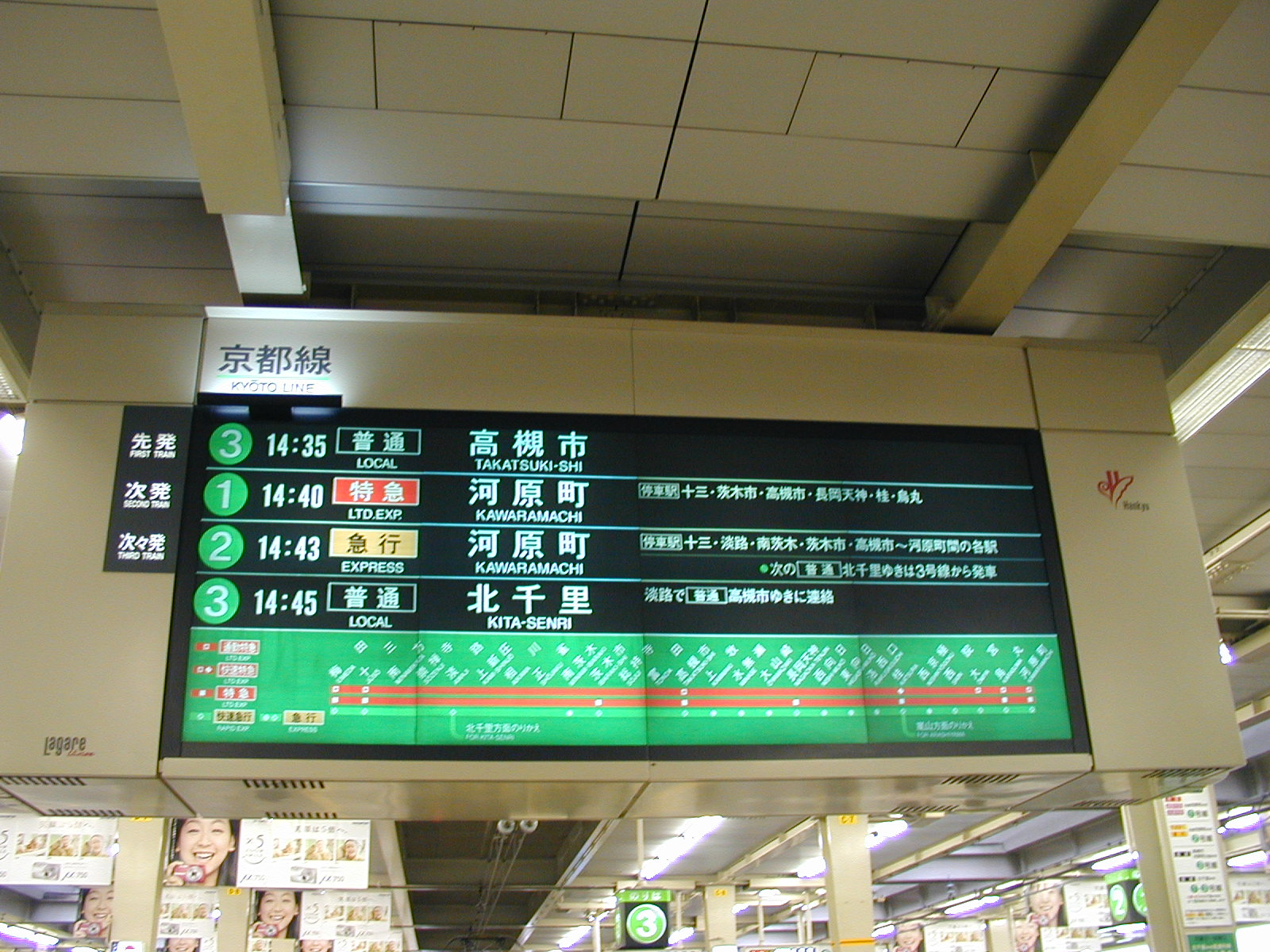
L'ex "La Gare - Vision"
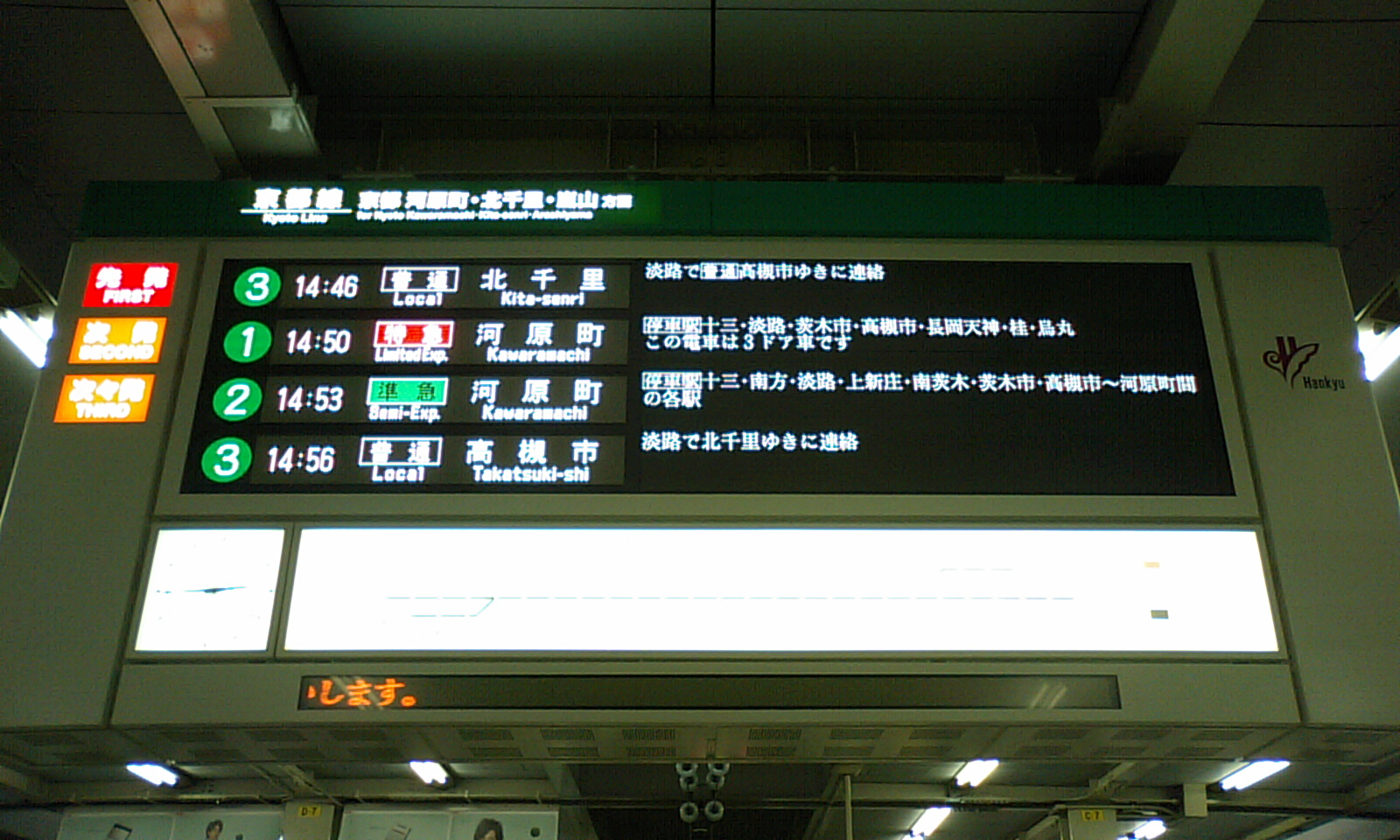
Tabellone elettronico delle partenze